# لیگ قهرمانان افغانستان
لیگ قهرمانان افغانستان یک لیگ حرفه ای فوتبال مردان است که توسط فدراسیون فوتبال افغانستان اداره می‌شود. این رقابت اصلی کشور برای این ورزش است. این رقابت در سال ۱۴۰۰ آغاز شد. این لیگ در حال حاضر با حضور ۱۲ تیم برگزار می شود. قهرمان این لیگ جواز حضور در رقابت های قاره ای، چلنج لیگ آسیا را به دست می آورد.

## تاریخچه
لیگ قهرمانان افغانستان در سال ۱۴۰۰ تأسیس شد و جایگزین لیگ برتر فوتبال افغانستان شد.   این لیگ متشکل از ۱۲ باشگاه از کابل، هرات و بلخ بود.
در فصل دوم، ابومسلم با ۴ امتیاز پس از اتک انرژی دوم شد. دو باشگاه از ۱۲ باشگاه بدون هیچ شکستی به پایان رسیدند. در جریان بازی های لیگ تیم های اتک انرژی و ابومسلم به مصاف هم رفتند که این دیدار با نتیجه ۱–۱ به پایان رسید.
در سال ۱۴۰۲، لیگ به دلیل بحران مالی برگزار نشد، زیرا فیفا از اوایل سال ۱۴۰۲ به دلیل تغییرات سیاسی و حضور طالبان در فوتبال افغانستان، نقض مقررات فیفا و پس از باقی مانده بودجه در فدراسیون فوتبال افغانستان، بودجه را به فدراسیون فوتبال افغانستان ارسال نکرده بود. حساب فدراسیون فوتبال افغانستان در سال ۱۴۰۱ به پایان رسید.
در دی ۱۴۰۲، فدراسیون فوتبال افغانستان بازگشت لیگ را پس از ماه رمضان در ۱ اردیبهشت اعلام کرد. در فصل ۰۳–۱۴۰۲ اتک انرژی دومین عنوان متوالی خود را پس از پایان فصل بدون شکست با پیروزی در ۱۱ بازی خود به دست آورد.
فصل چهارم این رقابت ها از ۱۶ آذر ۱۴۰۳ تا ۱۸ دی ۱۴۰۲ در ولایت هرات برگزار شد که تیم ابومسلم با ۱۱ بازی بدون شکست و یک تساوی در برار اتک انرژی با ۳۱ امتیاز قهرمان این فصل از لیگ قهرمانان افغانستان شد. البته این فصل حواشی بسیاری را به همراه داشت.

## قهرمانان
| سال     | قهرمان    | نایب قهرمان | آقای گل                  | گل‌ها  |
| ------- | --------- | ----------- | ------------------------ | ----- |
| ۱۴۰۰    | سرخپوشان  | استقلال     | –                        | –     |
| ۱۴۰۱    | اتک انرژی | ابومسلم     | –                        | –     |
| ۱۴۰۳    | اتک انرژی | سرخپوشان    | احمدنبی مقدس (عینو‌مینه)  | ۳۷ گل |
| ۰۴–۱۴۰۳ | ابومسلم   | اتک انرژی   | فرهاد علیزاده (سرخپوشان) | ۱۸ گل |

### فهرست قهرمانان لیگ
| باشگاه    | قهرمان | سال قهرمانی |
| --------- | ------ | ----------- |
| اتک انرژی | ۲      | ۱۴۰۱، ۱۴۰۳  |
| سرخپوشان  | ۱      | ۱۴۰۰        |
| ابومسلم   | ۱      | ۰۴–۱۴۰۳     |

## تیم‌ها
۱۲ تیم زیر در فصل ۰۴–۱۴۰۳ رقابت کردند.
| #  | باشگاه       | ولایت  |
| -- | ------------ | ------ |
| ۱  | ابومسلم      | فراه   |
| ۲  | عدالت        | فراه   |
| ۳  | عینومینه     | قندهار |
| ۴  | اتک انرژی    | هرات   |
| ۵  | استقلال      | کابل   |
| ۶  | خدیم         | سرپل   |
| ۷  | خراسان       | فاریاب |
| ۸  | موج ساحل صحت | تخار   |
| ۹  | پیروزی       | کابل   |
| ۱۰ | صرافان       | هرات   |
| ۱۱ | سرسبز یاشلر  | فاریاب |
| ۱۲ | سرخپوشان     | هرات   |

## پوشش رسانه
در فروردین ۱۴۰۳، شبکه تلویزیونی آریانا قراردادی را با فدراسیون فوتبال افغانستان برای پخش زنده، قانونی و انحصاری فصل سوم لیگ قهرمانان افغانستان امضا کرد. حمایت مالی این لیگ توسط «ویکتور انرژی» انجام شد.